# Phaeographis
Phaeographis is een geslacht van korstmossen dat behoort tot de orde Lecanorales van de ascomyceten. De typesoort is Phaeographis dendritica.

## Soorten
Volgens Index Fungorum telt het geslacht 71 soorten (peildatum maart 2023):
| Soortnaam                                  | Auteur(s)                                           | Publicatiejaar |
| ------------------------------------------ | --------------------------------------------------- | -------------- |
| Phaeographis amazonica                     | Staiger                                             | 2002           |
| Phaeographis asteroides                    | (Fink) Lendemer                                     | 2008           |
| Phaeographis atromaculata                  | (A.W. Archer) A.W. Archer                           | 2005           |
| Phaeographis australiensis                 | Müll. Arg.                                          | 1882           |
| Phaeographis boquetensis                   | van den Boom                                        | 2013           |
| Phaeographis caesiodisca                   | Staiger                                             | 2002           |
| Phaeographis caesiodiscoides               | Mongk. & Kalb                                       | 2014           |
| Phaeographis caesiohians                   | (Nyl.) Luch & Lücking                               | 2018           |
| Phaeographis caesioradians                 | (Leight.) A.W. Archer                               | 2005           |
| Phaeographis ceratoides                    | (Vain.) Zahlbr.                                     | 1923           |
| Phaeographis ceylonensis                   | (Kr.P. Singh & D.D. Awasthi) Kr.P. Singh & Swarnal. | 2008           |
| Phaeographis colligata                     | (Stirt.) Zahlbr.                                    | 1923           |
| Phaeographis decolorascens                 | (Nyl.) Lücking                                      | 2021           |
| Phaeographis delicatula                    | Common & Lücking                                    | 2011           |
| Phaeographis dendritica (Witte runenkorst) | (Ach.) Müll. Arg.                                   | 1882           |
| Phaeographis dividens                      | (Nyl.) Kr.P. Singh & Swarnal.                       | 2008           |
| Phaeographis elaeina                       | (C. Knight) Müll. Arg.                              | 1895           |
| Phaeographis epruinosa                     | (Redinger) Staiger                                  | 2002           |
| Phaeographis faurieana                     | (Zahlbr.) Luch & Lücking                            | 2018           |
| Phaeographis firmula                       | (Stirt.) Pushpi Singh & Kr.P. Singh                 | 2017           |
| Phaeographis flavescens                    | Dal-Forno & Eliasaro                                | 2010           |
| Phaeographis fragilissima                  | M. Nakan., Kashiw. & K.H. Moon                      | 2015           |
| Phaeographis fujianensis                   | Xiao H. Wang, G.B. Shi & Z.F. Jia                   | 2013           |
| Phaeographis fulgurata                     | (Fée) Luch & Lücking                                | 2018           |
| Phaeographis fumarprotocetrarica           | M. Nakan., Kashiw. & K.H. Moon                      | 2008           |
| Phaeographis fusca                         | Staiger                                             | 2002           |
| Phaeographis galeanoae                     | Lücking, B. Moncada & B. Salgado-N.                 | 2019           |
| Phaeographis girringunensis                | A.W. Archer & Elix                                  | 2008           |
| Phaeographis glaucoleucodes                | (Nyl.) Zahlbr.                                      | 1923           |
| Phaeographis haloniata                     | (Zahlbr.) Z.F. Jia & Lücking                        | 2017           |
| Phaeographis imparilis                     | Müll. Arg.                                          | 1882           |
| Phaeographis inusta (Grote runenkorst)     | (Ach.) Müll. Arg.                                   | 1882           |
| Phaeographis laevigata                     | (M. Nakan.) M. Nakan. & Kashiw.                     | 2003           |
| Phaeographis lecanographa                  | (Nyl.) Staiger                                      | 2002           |
| Phaeographis leiogrammodes                 | (Kremp.) Müll. Arg.                                 | 1891           |
| Phaeographis lindigiana                    | Müll. Arg.                                          | 1882           |
| Phaeographis litoralis                     | (A.W. Archer) A.W. Archer                           | 2005           |
| Phaeographis lobata                        | (Eschw.) Müll. Arg.                                 | 1882           |
| Phaeographis loeiensis                     | Boonpr., Manoch & Poengs.                           | 2014           |
| Phaeographis lyellii                       | (Sm.) Zahlbr.                                       | 1903           |
| Phaeographis major                         | (Kremp.) Lücking                                    | 2010           |
| Phaeographis nardiensis                    | A.W. Archer                                         | 2001           |
| Phaeographis necopinata                    | A.W. Archer & Elix                                  | 1999           |
| Phaeographis neotriconica                  | A.W. Archer & Elix                                  | 2009           |
| Phaeographis neotricosa                    | Redinger                                            | 1935           |
| Phaeographis neotricosoides                | Poengs. & Kalb                                      | 2014           |
| Phaeographis oricola                       | Lendemer & R.C. Harris                              | 2014           |
| Phaeographis oscitans                      | (Tuck.) Luch & Lücking                              | 2018           |
| Phaeographis phurueaensis                  | Poengs. & Kalb                                      | 2014           |
| Phaeographis platycarpa                    | Müll. Arg.                                          | 1894           |
| Phaeographis pleiospora                    | (Zahlbr.) Z.F. Jia & Lücking                        | 2017           |
| Phaeographis pseudomelana                  | Müll. Arg.                                          | 1895           |
| Phaeographis pseudostromatica              | Seavey & J. Seavey                                  | 2017           |
| Phaeographis quadrifera                    | (Nyl.) Staiger                                      | 2002           |
| Phaeographis radiata                       | Seavey & J. Seavey                                  | 2017           |
| Phaeographis rhodoplaca                    | (Müll. Arg.) Luch & Lücking                         | 2018           |
| Phaeographis rubrostroma                   | M. Cáceres & Lücking                                | 2007           |
| Phaeographis salazinica                    | (A.W. Archer) A.W. Archer                           | 2007           |
| Phaeographis sarcographoides               | Herrera-Camp., N. Sánchez & Lücking                 | 2019           |
| Phaeographis scalpturata                   | (Ach.) Staiger                                      | 2002           |
| Phaeographis schizolomoides                | Poengs. & Kalb                                      | 2014           |
| Phaeographis siamensis                     | Poengs. & Kalb                                      | 2014           |
| Phaeographis smithii (Roze runenkorst)     | (Leight.) B. de Lesd.                               | 1910           |
| Phaeographis spondaica                     | (Nyl.) Lücking                                      | 2015           |
| Phaeographis striata                       | Bungartz                                            | 2010           |
| Phaeographis subdividens                   | (Leight.) Müll. Arg.                                | 1882           |
| Phaeographis subintricata                  | Müll. Arg.                                          | 1895           |
| Phaeographis subinusta                     | (Leight.) Müll. Arg.                                | 1882           |
| Phaeographis subtigrina                    | (Vain.) Zahlbr.                                     | 1923           |
| Phaeographis tuberculifera                 | A.W. Archer                                         | 2001           |
| Phaeographis xanthonica                    | Kalb & Matthes-Leicht                               | 2009           |